# Francisco Suniaga
Francisco Suniaga (La Asunción, Nueva Esparta; 3 de enero de 1954) es un escritor, abogado y profesor venezolano. 

## Biografía

### Primeros años
Estudió la primaria y secundaria en su isla natal y obtuvo el título de bachiller en Ciencias en el Liceo Francisco Antonio Rísquez. Es Profesor egresado del Instituto Pedagógico de Caracas, y abogado de la Universidad Santa María. Especialista en Derecho y Política Internacionales por la Universidad Central de Venezuela y Master en Asuntos Internacionales por la Universidad de Columbia.
Ha ejercido como abogado en empresas y en una misión de la Organización de las Naciones Unidas en Timor Oriental. Se ha desempeñado como profesor en la Universidad Central de Venezuela, en la Universidad Metropolitana y en la Universidad Santa María.

### Carrera como escritor
Articulista en el área de política internacional, ha sido colaborador de Economía Hoy, El Nacional, El Universal y del portal web Prodavinci.
Comenzó a publicar narrativa de ficción luego de los 50 años y es autor de varias obras. Su primera novela La otra isla fue publicada en 2005, y ha sido traducida al francés y al alemán.

## Obra

### Novelas y relatos
- La otra isla, 2005[5]
- El Pasajero de Truman, 2008
- Margarita infanta, 2010
- Esta gente, 2012
- Adiós Miss Venezuela, 2016
- El pacificador, 2024

### Entrevistas
- Francisco Suniaga responde…, 2009[6]
- El cine según… Francisco Suniaga, 2014[7]
- Francisco Suniaga: la escritura estaba «escrita» en su destino, 2016[8]
- Francisco Suniaga: “La estética es la víctima visible de la crisis”, 2017[9]
- Francisco Suniaga: Nunca pensé ser escritor de profesión, 2017[10]

### Traducciones
- L’île invisible, 2013 en Asphalte éditions (francés)[11]
- Die andere Insel, Mareverlag Gmbh (alemán)